# ボクシング・ニュース (ボクシングの雑誌)
ボクシング・ニュース(Boxing News)は、イギリスで1909年に創刊されたボクシングを扱う週刊専門誌。ボクシング界では最も歴史のあるボクシング雑誌である。

## 歴史
1909年に編集者のジョン・マレーによって「ボクシング」という誌名で創刊された。
2021年、世界王者の数が増えすぎたためトランスナショナル・ボクシング・ランキング・ボードにより選定された世界王者のみ認めることを発表した。